# Littérature combinatoire
La littérature combinatoire est un mouvement littéraire qui s'intéresse à la génération de texte par la combinaison plus ou moins aléatoire de mots et de textes, souvent assistée par ordinateur.

## Auteurs et œuvres
- Yì Jīng
- Raymond Queneau - Cent Mille Milliards de Poèmes
- Raymond Lulle
- Roland Barthes
- Georges Perec
- Jorge Luis Borges - Ficciones
- Jean-Pierre Balpe

## Chercheur
- Vladimir Propp